# Bitka v Vogezih
Bitka v Vogezih, znana tudi kot Bitka v Alzaciji se je odvila med galskimi vojnami septembra 58. pr. n. št. med rimsko vojsko pod Julijem Cezarjem na eni strani in germanskim ljudstvom Svebov pod poglavarjem Ariovistom na drugi strani. Končala se je z rimsko zmago, po kateri so bili Svebi pregnani čez Ren, Cezar pa se ni več rabil bati germanskih vpadov z vzhoda in je lahko nadaljeval svoj pohod proti Galcem.

## Ozadje
Leta 71 pr. n. št. je Ariovist, poglavar plemena Svebov in kralj Germanov, nadaljeval s selitvijo svojega plemena iz vzhodne Germanije v pokrajine ob Marni in Renu. Sekvani, galsko pleme, so ga kljub temu, da je s selitvijo posegel v njihovo ozemlje, prosili za podporo proti sosednjemu galskemu Eduom in ga po zmagi nad njimi v bitki pri Magetobrigi leta 61 pr. n. št. nagradili z dodatnim ozemljem. Ariovist je na podarjeno ozemlje naselil 120.000 svojih podložnikov. Ko se mu je pridružilo še 24.000 Harudov, je od Sekvanov zahteval še več ozemlja, da bi naselil tudi nje.J. F. C Fuller, Julius Caesar: Man, Soldier, and Tyrant, London, England: Eyre & Spottiswoode, 1965, str. 106.</ref> Njegova zahteva je zaskrbela Rimljane: če bi mu Sekvani ugodili, bi Ariovist lahko zasedel celo sekvansko ozemlje in od tam krenil na osvajanje preostale Galije.
Večina galskih plemen je Cezarju po zmagi nad Helveti čestitala in se skušala srečati z njim na generalni skupščini. Edujski druid Divitijak je kot vodja edujske vlade in galske pogajalske delegacije izrazil zaskrbljenost zaradi Ariovistovih osvajanj in talcev, ki jih je vzel. Divitijak je od Cezarja  zahteval, naj porazi Ariovista in prepreči germansko invazijo, ker bo sicer moral poiskati zatočišče kje drugje.  Za zaščito dolgoletne edujske zvestobe ni bil odgovoren samo Cezar, vendar je Divitijakova zahteva zanj pomenila idealno priložnost, da razširi meje rimske države, okrepi zvestobo svoje vojske in dobi imenovanje za poveljnika rimske vojske izven Italije.
Rimski senat je leta 59 pr. n. št. Ariovista razglasil za "kralja in prijatelja rimskega ljudstva", zato Cezar Svebom ni mogel napovedati vojne. Ariovistu je objavil ultimat, v katerem je zahteval, da ne sme noben German prečiti Rena in da mora vrniti edujske talce.  Ariovist je na ultimat odgovoril, da bodo talci na varnem, dokler bodo Edui plačevali letni davek, in dodal, da so tako on kot Rimljani zmagovalci in da Rim ni pristojen za presojanje njegovih dejanj.  Ko je Cezar izvedel, da so Herudi napadli Edue in da množica Svebov poskuša priti preko Rena v Galijo, je leta 58 pr. n. št. Ariovistu napovedal vojno.

## Bitka
Ko so Cezarja obvestili, da namerava Ariovist napasti največje sekvansko mesto  Vesontio, je tja poslal svojo vojsko. Nekateri njegovi poveljniki so bili na teh položajih iz političnih razlogov in niso imeli nobenih vojnih izkušenj. Njihova morala je bila nizka in je ogrožala Cezarjev bojni pohod. Cezar jih je zato izzval z izjavo, da resnično zaupa samo 10. legiji. Provokacija je uspela in rimske legije so uspele priti do Vesontia pred Ariovistom.
Ariovist je Cezarju poslal delegacijo z zahtevo, da se z njim sestane. Sklenila sta premirje in se sestala na griču sredi ravnice. Med srečanjem so do griča prijezdili germanski konjeniki, s kamenjem obmetavali Cezarjevo spremstvo in s tem prekršili premirje. Dva dni kasneje je Ariovist zahteval ponovno srečanje. Cezar je okleval in na srečanje ni poslal svojih visokih častnikov, ampak svojega zaupanja vrednega prijatelja Valerija Procija in izkušenega trgovca Gaja Metija, ki je uspešno trgoval z Ariovistom. Ariovist je bil zaradi Cezarjevega izbora užaljen in je dal odposlanca vkovati v verige. Krenil je na pohod in se po dveh dneh utaboril nekaj kilometrov za Cezarjevim taborom, s čimer je prekinil njegove komunikacijske poti in oskrbo. Ker Cezarju ni uspelo Ariovista izzvati k odločilni bitki, je ukazal blizu Ariovistovega tabora zgraditi manjši tabor. Ko je bil tabor zgrajen, ga je Ariovist napadel in bil odbit.
Naslednje jutro je Cezar pred drugim taborom zbral zavezniške vojake, s svojimi legijami  pa je začel prodirati proti Ariovistu. Legijam je poveljevalo pet njegovih legatov in kvestor. Cezar se je umestil na desni bok.  Ariovist je proti njegovi vojski postavil sedem plemenskih formacij. Cezar je v bitki zmagal, v veliki meri zaradi silovitega napada Publija Krasa. Ko so se Gemani začeli potiskati levi bok rimske vojske, je Kras napadel s svojo konjenico in vzpostavil ravnotežje. Celotna germanska linija se je zlomila in začela bežati. Večina od Arovistovih 120.000 mož je bilo ubitih, on sam in ostanki njegove vojske pa so pobegnili čez Ren in se nikoli več niso spopadli z Rimom. Svebi, ki so taborili ob Renu, so se vrnili domov.